# Rhinoestrus steyni
Rhinoestrus steyni är en tvåvingeart som beskrevs av Zumpt 1958. Rhinoestrus steyni ingår i släktet Rhinoestrus och familjen styngflugor. Inga underarter finns listade i Catalogue of Life.